# نادره حکیم‌الهی
نادره حکیم‌الهی (زادهٔ ٢ اسفند ١٣۴٠) مجسمه‌ساز و نقاش اهل ایران، عضو هیئت مؤسس انجمن هنرهای تجسمی گیلان، مؤسس نگارخانه الهی در شهر رشت می‌باشد.

## زندگی هنری
نادره حکیم‌الهی در اسفند ماه ۱۳۴۰ در شیراز به دنیا آمد. او مادر ترانه علیدوستی فمینیست است از سال ۱۳۶۳ و با شرکت در کلاس‌های طراحی و نقاشی آیدین آغداشلو بود که علاقه خود به هنر را به‌طور جدی پی گرفت. سپس در سال ۱۳۶۸ سفالگری را نزد عبدالله مهری آموخت در سال ۱۳۷۶ مجسمه‌سازی را نزد فیاض آغاز کرد و نزد شهابی ادامه داد. در چهارمین جشنواره هنرهای تجسمی فجر فیلمی از زندگی ایشان با عنوان رویاهای سنگی به نمایش درآمد. او تا به حال از موادی چون گل، سنگ، برنز، پاپیه ماشه و غیره برای ساخت مجسمه‌هایش استفاده کرده است، اما در سال‌های اخیر بیشتر فعالیت‌هایش را روی تکنیک سنگ متمرکز کرده و معتقد است که تکنیک سنگ را بر دیگر تکنیک‌های مجسمه‌سازی ترجیح می‌دهد. در واقع وی یکی از مجسمه سازانی است که در رشتهٔ سنگ فعالیت مستمر داشته و تا به حال نمایشگاه‌های مختلفی از آثار او برگزار شده است.
وی مؤسس آموزشگاه آزاد هنرهای تجسمی کانون هنر در شهر رشت می‌باشد.

## سبک هنری
سبک مجسمه‌سازی نادره حکیم‌الهی فیگوراتیو است. دغدغه او حالات انسانی است و چون فیگور نخستین بیان انسانی است به همین دلیل فیگوراتیو کار می‌کند. کارهای او بسیار خلاصه و آبستره است و تنها زمانی جزئیاتی در اثر پر رنگ می‌شود که به مفهوم کلی اثر کمک کند. در واقع فکر می‌کند پیکر انسان بار احساسی را بر دوش می‌کشد که هیچ فرم دیگری نمی‌تواند به اندازه آن تفسیرگرش باشد.

## مجموعه پناهنده
این مجموعه شامل ۱۰ تابلو می‌باشد که برای اولین بار در نگارخانه سایه نمایش داده شده‌است. نادره حکیم الهی در مورد این مجموعه نقاشی اظهار می‌کند: کارهای مجموعه اخیر نتیجه برخورد اولیه من با این حجم از درد و حرکت جمعی حاصل از ان بود و هرچند که مهاجرت پناهندگان همچون پرندگان گروهی انجام می‌گیرد. پناهنده این مجموعه، هیکل انسانی واحدی است که ایفاگر نقشی دردناک در سناریویی سرشار از ترس و خشونت است. روی سیاه جنگ را همه می‌شناسیم اما تابلوهای این مجموعه گاه از امید به فردایی دیگر سخن می‌گوید از غریزه بقا در حرکتی جمعی برای فرار از نابودی و قساوت و بیرحمی، از میل رهایی، از رفتن، رسیدن، ماندن و شروع نو می‌گوید. مجموعه پناهنده شاید از انسان‌هایی سخن می‌گوید که در نتیجه زیاده خواهی همنوع خود درمیابند، گذشته خوابی تیره واینده امکانی نامحتمل است و تنها حقیقت موجود قدمی است که رو به جلو برداشته می‌شود برهنه و تنها رودر روی نیستی و بر لحظه اکنون هرچند در هراس مرگ، هرچند به قیمت رفتن و فراموشی.

## اجراهای شهری
- سردیس محمدعلی مجتهدی گیلانی (۱۳۹۵)[۸]
- سردیس موسی نامجو (۱۳۹۵)[۸]
- سردیس محمود بهزاد(۱۳۹۵[۸]
- سردیس مجید سمیعی (۱۳۹۵[۸]
- سردیس فریدون پوررضا (۱۳۹۵)[۸]
- سردیس محمدحسین امین الضرب (۱۳۹۵)[۹]

## نمایشگاه‌ها
| مکان نمایشگاه         | عنوان نمایشگاه                       | سال نمایشگاه |
| --------------------- | ------------------------------------ | ------------ |
| نگارخانه آتبین        | فیگورهای سنگی                        | ۱۳۸۲         |
| نگارخانه گلستان       | مجسمه‌های سنگ و برنز                  | ۱۳۸۳         |
| خانه هنرمندان         | رویاهای زمینی                        | ۱۳۸۷         |
| خانه هنرمندان         | چار هیکل رهای کاغذین و تندیس‌های برنز | ۱۳۸۸         |
| نگارخانه شهرکتاب مرکز | مجموعه آثار                          | ۱۳۸۹         |
| نگارخانه جرجانی       | سایه‌ها                               | ۱۳۹۰         |
| باغ فرمانفرمایان      | جغدها فرشته‌ها پرنده‌ها                | ۱۳۹۱         |
| نگارخانه سایه         | مجموعه پناهنده (نقاشی)               | ۱۳۹۶         |

| مکان نمایشگاه         | عنوان نمایشگاه                      | سال نمایشگاه |
| --------------------- | ----------------------------------- | ------------ |
| نگارخانه سعد آباد     | مجسمه‌های گلی                        | ۱۳۷۸         |
| نگارخانه نیاوران      | مجسمه‌های سنگ و گل                   | ۱۳۷۸         |
| نگارخانه سعد آباد     | هفتاد اثر هفت هنرمند                | ۱۳۸۰         |
| نگارخانه خاک          | ماسک‌های کاغذی                       | ۱۳۸۲         |
| Korea- Ulsan          | the International Onggi Competition | ۱۳۸۷         |
| Basel                 | Online Art Scope                    | ۱۳۸۷         |
| نگارخانه گلستان       | مجسمه ها                            | ۱۳۸۸         |
| خانه هنرمندان         | آرت اکسپو                           | ۱۳۸۹         |
| نگارخانه گلستان       | صد اثر صد هنرمند                    | ۱۳۸۹         |
| خانه هنرمندان         | حمایت از زلزله زدگان ژاپن           | ۱۳۹۰         |
| نگارخانه نیاوران      | هفت نگاه                            | ۱۳۹۱         |
| نگارخانه گلستان       | صد اثر صد هنرمند                    | ۱۳۹۱         |
| نگارخانه نیاوران      | هفت نگاه                            | ۱۳۹۲         |
| نگارخانه نیاوران      | هفت نگاه                            | ۱۳۹۳         |
| نگارخانه گلستان       | صد اثر صد هنرمند                    | ۱۳۹۴         |
| ساحل منطقه آزاد انزلی | جشنواره مجسمه‌های شنی فورش           | ۱۳۹۴         |
| نگارخانه نیاوران      | هفت نگاه                            | ۱۳۹۴         |
| نگارخانه گلستان       | صد اثر صد هنرمند                    | ۱۳۹۶         |
| نگارخانه الهی         | یک از هزاران                        | ۱۳۹۶         |